# ماكموردو ساوند

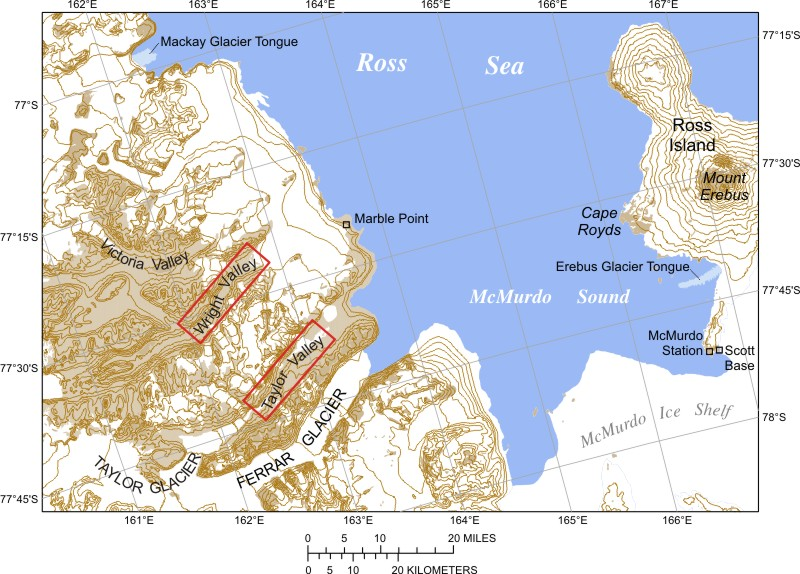
ماكموردو ساوند، أنتاركتيكا

يمتد ماكموردو ساوند ومياهه المحصورة بالجليد حوالي 55 كيلومترًا (34 ميل) يربط ماكموردو ساوند بحر روس من الشمال بتجويف روس الجليدي إلى الجنوب عبر مضيق هاسكل. أقل من 10 في المائة من شواطئ ماكموردو ساوند خالية من الجليد.
يستخدم ماكموردو ساوند اليوم كطريق لإعادة الإمداد لسفن الشحن والطائرات التي تهبط على مهابط الطائرات الجليدية العائمة بالقرب من محطة ماكموردو